# Wilhelmsfelde (Plönzig)
Wilhelmsfelde war ein Wohnplatz in der preußischen Provinz Pommern. Er liegt heute wüst im Gebiet der Woiwodschaft Westpommern in Polen.
Die Wüstung liegt in Hinterpommern, etwa 55 Kilometer südöstlich von Stettin und etwa 18 Kilometer östlich der Kreisstadt Pyritz. 
Wilhelmsfelde wurde im Jahre 1822 mit drei Gebäuden als Vorwerk des Rittergutes Plönzig südlich von Plönzig angelegt. Die Anlage stand im Zusammenhang mit der Regulierung der gutsherrlichen und bäuerlichen Verhältnisse in Plönzig, die 1821/1824 durchgeführt wurde und bei der die Bauern die Hälfte ihres Landes an die Gutsherrschaft abtraten. Der Ortsname „Wilhelmsfelde“ wurde 1822 durch das Ministerium des Inneren genehmigt. Vom neuen Vorwerk Wilhelmsfelde aus wurden etwa 450 Morgen Land bewirtschaftet. 
Bei der Volkszählung im Deutschen Reich 1871 wurden in Wilhelmsfelde 38 Einwohner in 2 Wohnhäusern gezählt. Wilhelmsfelde gehörte zum Gutsbezirk Plönzig. 
Später wurde Wilhelmsfelde mit dem Gutsbezirk Plönzig in die Landgemeinde Plönzig eingemeindet. Bis 1945 bildete Wilhelmsfelde einen Ortsteil der Gemeinde Plönzig und gehörte mit dieser zum Landkreis Pyritz in der preußischen Provinz Pommern.
Nach dem Zweiten Weltkrieg kam Wilhelmsfelde, wie ganz Hinterpommern, an Polen. Heute liegt Wilhelmsfelde wüst im Gebiet der Gmina Przelewice in der Woiwodschaft Westpommern.